# Оное Мацуносуке
Мацуносуке Оное (яп. 尾上 松之助 *12 вересня 1875 — †11 вересня 1926), іноді відомий як «Medama no Matchan» («Очі» Мазцу), — японський актор театру та кіно. Його справжнє ім'я Цурузо Накамура. У кіно знімався під псевдонімами Юкіо Кокі, Таміяку Оное, чи Цунусабуру Оное, а в театрі кабукі під ім'ям Цурусабуру Оное. Мав надзвичайну популярність, з'явився у понад 1000 кінострічок та був першою суперзіркою японського кінематографу.

## Біографія

### Ранні роки
Оное починає як актор з мандрівного театру кабукі. У своїй автобіографії Мацуносуке стверджує, що його дебют на сцені відбувся ще в 1880 році, у  виставі трупи Тамізо Оное. Зачарований сценою, він пішов з дому у 14 років, щоб подорожувати з трупою, і до 1892 він грав під псевдонімом Цурусабуру Оное. У 1905 році він прийняв більш «престижне» ім'я Мацуносуке Оное. Його трупа регулярно виступала в Кіотському театрі, що належав Шозо Макіно, і як актор кабукі він був відомий своїми незвичними сценічними трюками.

### Кінокар'єра
У 1909 році до Макіно звернулася Йокота Шокаї, компанія-дистриб'ютор кіно та вистав, з питання спільного кіновиробництв, і в тому ж році вони розпочали знімати сцени з вистав театру. Оное дебютував у кіно у фільмі Goban Tadanobu (Лисиця Таданобу, поставленим на відому п'єсу кабукі Yoshitsune Sembon Zakura) в 1909 році. Трупа Оное виявляється найбільш популярною і Макіно вибирає Оное як зірку у майбутніх фільмах.
Оное знявся в сотнях фільмів, Кінострічка 1925 року Аракі Mataemon рекламувалася як його тисячний фільмий. Він грав головних героїв майже у всіх екранізаціях творів, опублікованих Tachikawa Bunko, який у той час був самим продаваним видавцем. Він і його трупа також залишалася тісно пов'язаний з Макіно протягом десяти років, і Макіно давав ролі Оное в 60-80 фільмах на рік, на які в кінцевому рахунку припадає близько половини загального обсягу гри Оное. На додаток до стрічок на основі кабукі, він і Макіно вперше екранізують Дзідайгекі (історичний фільм). Оное також популяризував піджанр фільмів про ніндзя.
Фільми Оное приймалися дуже гарно, що принесло йому ласкава прізвисько  «Medama no Matchan» («Очі» Мазцу), через його великі очі. Він був особливо популярний серед дітей, які полюбили зображати його ролі ніндзя у своїх іграх. Багато істориків кінематографу вважають його першою суперзіркою японського кіно через його плодовите працю та незмінну популярність.
Його фільми були німим, у театрах під час показу їх озвучував живий оповідач (benshi). За винятком зроблених протягом останніх років своєї кар'єри, Його кінострічки багато в чому несли умовності театру кабукі, наприклад, його гру чоловіків у жіночих ролях Ояма. Багато з його фільмів були зняті на 8 кадрів в секунду, а не 16, як було прийнято на заході, в цілях економії на плівці. Деякі критики вказують на цю економію, а також такі елементи, як перетримки деяких кадрів, що викликають обезбарвлення обличчя акторів, як свідчення примітивного кіно.
Більшість з робіт Оное були короткометражними, однак він також знімася в повнометражних фільмах. Один з них Chushingura 1910 року є найстарішим ще існуючим художнім фільмом, хоча плівка не є повною: відсутні чотири сцени. Рахуючи Chushingura, лише шість із стрічок Оное залишись тривалістю хоча в одну бобіну. Як і багато інших ранніх японських фільмів, роботи Оное були значною мірою втрачені через поєднання таких факторів як негативній вплив клімату Японії, великий землетрус Канто у 1923 році і бомбардування під час Другої світової війни, а також наступна окупація.
У 1926 під час зйомок Kyokotsu Mikajiki, Оное схопив удар. Він помер у тому ж році від хвороби серця. Його похорони стали сюжет документальний фільм Похорон Мацуносуке Оное 1926 року.

## Фільмографія
див. 